# فیلم آرکید
فیلم آرکید (انگلیسی: The Film Arcade)، نام یک کمپانی توزیع فیلم در آمریکا می‌باشد؛ که در سال ۲۰۱۲ تأسیس شده است.

## فیلم شناسی
| تاریخ اکران     | عنوان               | توضیحات                      |
| --------------- | ------------------- | ---------------------------- |
| ۲۲ ژوئیه ۲۰۱۶   | دو برابر فکر نمی‌کنم |                              |
| ۲۳ سپتامبر ۲۰۱۶ | بز (فیلم)           | توزیع بهمراه پارامونت پیکچرز |